# Emanuel Pippich
Emanuel Pippich (24. září 1812 Tloskov – 5. ledna 1886 Chrudim) byl český právník, organizátor kulturního života na venkově a filantrop. V mládí působil jako učitel hudby ve šlechtických rodinách, později pracoval jako justiciár ve Zlonicích (1844–50), náměstek státního zástupce v Rakovníku (1850–53) a advokát v Chrudimi (1853–86). V posledních dvou městech se zasloužil o rozvoj kulturního života (beseda, pěvecký sbor, ochotnické divadlo, školství, muzeum), za což byl v obou oceněn čestným občanstvím. Na jeho činnost navázal syn Karel Pippich (1849–1921).

## Život
Narodil se 24. září 1812 v Tloskově u Neveklova. Vystudoval gymnázium v Benešově, filosofii a práva v Praze. Jako absolvent ale nemohl najít práci v oboru. Začal se proto věnovat hudbě, navštěvoval kursy hry na klavír a hudební teorie u V. Tomáška a brzy se zdokonalil tak, že se sám stal soukromým učitelem. Hru na klavír vyučoval ve šlechtických rodinách Kinských, Clam-Martiniců, Chotků, Lobkoviců a Černínů. Kněžna Kinská mu roku 1844 zajistila místo justiciára na panství ve Zlonicích. V roce 1850 se stal náměstkem státního zástupce v Rakovníku a o tři roky později chrudimským advokátem. Praxi tam vykonával 33 let, do konce života.
Zapojil se do veřejného a kulturního dění. V Rakovníku v letech 1850-53 s přítelem Matějem Havelkou organizoval besedu a pěvecký sbor. Jejich aktivita přispěla k povzbuzení občanské a národní uvědomělosti a Pippich byl při odchodu oceněn čestným občanstvím.
Mnohem více rozvinul svou činnost v Chrudimi. Spolu s Josefem Klimešem a Karlem Rothem organizoval vlastenecké podniky. Stal se ředitelem i hercem ochotnického divadla, zpíval v operách. Roku 1856 založil pěvecký sbor, později nazvaný Slavoj, a byl jmenován jeho prvním starostou. Podporoval místní školství, spoluzaložil muzejní společnost. Přispíval finančně na nákup sbírek a věnoval muzejnímu spolku svoji numismatickou sbírku. Podílel se i na vzniku městského pivovaru a parku. Byl konzervátorem památek. Velkou část příjmů věnoval pravidelně na dobročinné účely. 1. září 1858 byl jmenován čestným občanem.
Zemřel 5. ledna 1886 v Chrudimi, pohřben byl na hřbitově sv. Kříže za velké účasti místních občanů. V závěti věnoval po 100 zlatých spolku Svatobor, na dostavbu chrámu sv. Víta a chudým města Rakovníka, a dále po 50 zlatých chudým města Chrudimi, městským špitálníkům, chudým žákům obecných škol, spolku na podporu chudých gymnazijních studentů a dalším sdružením; celkem takto odkázal 1000 zlatých.

## Rodina
Roku 1847 se ve Smečně oženil s dvacetiletou Marií Jandovou, dcerou pokladníka na Clam-Martinicově panství. Měli spolu pět synů a jednu dceru; syn Karel Pippich (1849–1921) pokračoval v otcově činnosti a proslavil se jako advokát, kulturní organizátor a sokolský představitel v Chrudimi.